# Énergie au Yémen
Le secteur de l'énergie au Yémen est marqué par la production de gaz et de pétrole de ce petit pays de la péninsule arabique. La guerre civile que connaît actuellement le pays empêche de disposer de données complètes à jour sur la situation énergétique du pays.

## Secteur pétrolier et gazier amont

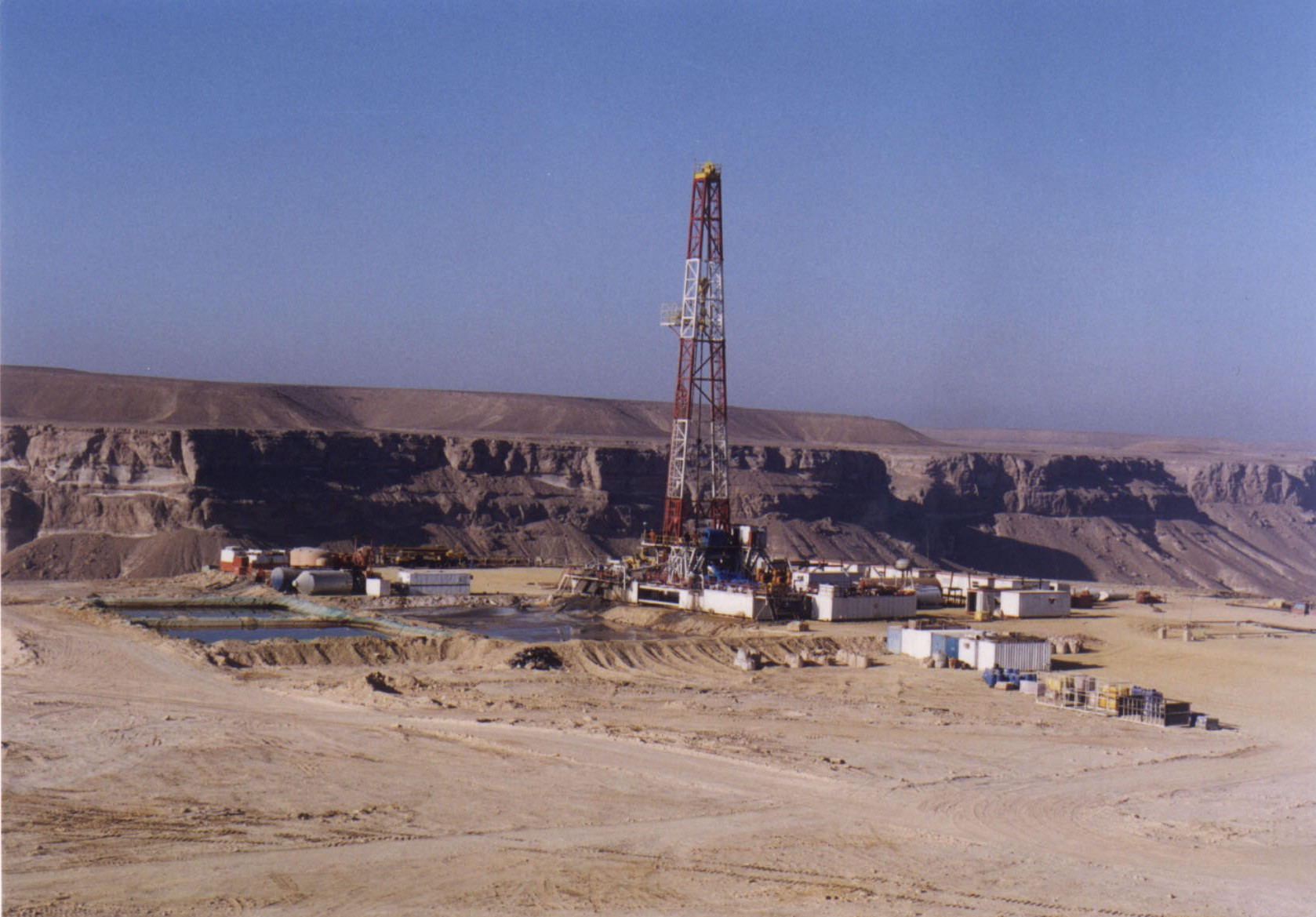
Forage d'un puits de pétrole au Yémen

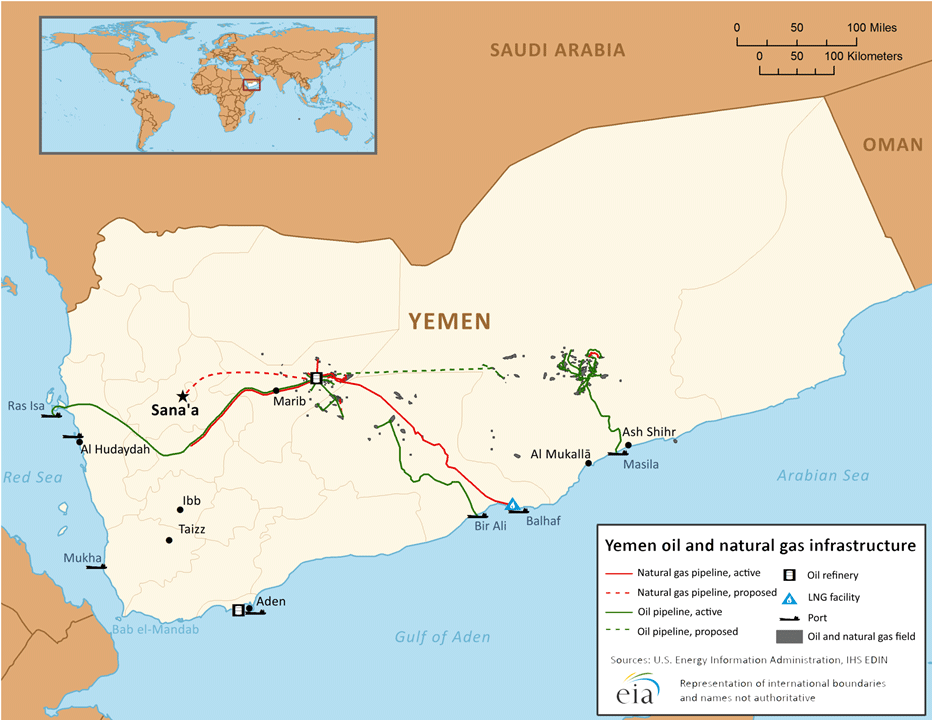
Carte des gisements et pipelines au Yémen. Gaz en rouge, pétrole en vert.

Comparativement au reste de la péninsule arabique, le Yémen, qui se situe à l'écart du principal bassin producteur de la région, n'a attiré que tardivement l'intérêt du monde pétrolier, et la première découverte de pétrole a été réalisée en 1984 par la compagnie américaine Hunt Petroleum,
Le Yémen possède deux bassins pétroliers, qui sont d'anciens rifts. Le bassin de Ma'rib situé environ à 100 km à l'est de Sanaa a été le premier exploré. Le bassin de Masila, plus à l'est, donne un pétrole de moins bonne qualité.
La production de pétrole a commencé en 1986, elle a graduellement augmenté jusqu'en 2002, date où elle a culminé à 457 000 barils par jour. Elle a ensuite décliné jusqu'à 306 000 barils par jour en 2010. À partir de 2011, la révolution puis la guerre civile ont désorganisé le secteur pétrolier et la production s'est pratiquement arrêtée. Le pétrole n'a pu être expédié que sporadiquement.
Si le Yémen n'a jamais été un producteur majeur de pétrole (même à son apogée, sa production ne représentait que 0,6 % du total mondial), les exportations de cette ressource représentaient une ressource très importante pour le pays : en 2008 par exemple, le pétrole, brut ou raffiné, comptait pour 87 % de ses exportations.
La production de gaz naturel a commencé en 2009 dans le bassin de Ma'rib, jusqu'à cette date l'ensemble du gaz associé des gisements de pétrole était réinjecté dans les gisements. Comme la production de pétrole, la production de gaz a été sévèrement perturbée par la guerre civile.

## Secteur aval: export, raffinage, consommation
Le brut du pays était, avant la guerre civile, exporté depuis les ports de Bir Ali, Ras Isa et Ash Shir, où aboutissent les oléoducs.
Il existe deux raffineries dans le pays. La principale, située près d'Aden, a une capacité de 130 000 barils/jours, l'autre est située dans la région de Ma'rib au plus près des gisements et a une capacité de 10 000 b/j seulement. Avant même la guerre civile, ces raffineries ne produisaient pas suffisamment pour les besoins du pays, qui devait importer des produits raffinés du gasoil et de l'essence. Avec la guerre civile, la raffinerie d'Aden ne fonctionne plus que de façon intermittante.
Depuis 2009, le Yémen possède un terminal d'exportation de gaz naturel liquéfié, situé à Bal'haf. D'une capacité de 7.2 millions de tonnes par an, il a été construit par un consortium associant notamment Total, Hunt Petroleum et des entreprises coréenne. Cependant, en raison de la guerre civile, le terminal est à l'arrêt depuis 2015, ne pouvant plus honorer ses contrats avec des acheteurs français et sud-coréens. Le terminal a été construit pour permettra la valorisation du gaz associé du bassin de Ma'rib, auquel il est relié par un gazoduc. Les réserves sont considérées comme suffisantes pour au moins vingt ans. Le projet a aussi permis de rendre du gaz disponible pour la consommation intérieure.

## Secteur de l'électricité
Les données de la banque mondiale indiquent que moins de la moitié de la population du pays a accès à l'électricité. la production annuelle d'électricité est de cinq à six TWh, elle était entièrement assurée par des centrales au pétrole jusqu'en 2009, date à partir de laquelle le projet gazier de Marib a permis de basculer en partie vers ce combustible moins cher et moins polluant. La capacité de production électrique était seulement de 1 500 MW en 2012, très insuffisante pour les besoins du pays, et la guerre civile a empiré la situation.
Le potentiel du pays en matière d'énergies renouvelables a fait l'objet de quelques études, il semble prometteur tant en matière d'éolien, notamment sur la côte  que de solaire.